# Pulo Drien (Simpang Mamplam)
Pulo Drien is een bestuurslaag in het regentschap Bireuen van de provincie Atjeh, Indonesië. Pulo Drien telt 271 inwoners (volkstelling 2010).